# Karl Gajdusek
Karl Gajdusek est un scénariste, producteur et dramaturge américain né le 30 juillet 1968 à San Francisco en Californie.

## Filmographie

### Scénariste
- 2004 : Dead Like Me (4 épisodes)
- 2011 : Effraction
- 2012-2013 : Last Resort
- 2013 : Oblivion
- 2014 : The November Man
- 2018 : Blood Brother
- 2020 : The Last Days of American Crime
- 2021 : The King's Man : Première Mission
- 2022 : Super Sad True Love Story

### Producteur
- 2012-2013 : Last Resort (7 épisodes)
- 2016 : Stranger Things (8 épisodes)
- 2020 : The Last Days of American Crime
- 2022 : Super Sad True Love Story

### Dramaturge
- Waco, Texas, Mon Amour
- Malibu
- Minneapolis
- North
- Silverlake
- Fair Game
- FUBAR
- Greedy